# Brent Faiyaz
 (mai 2023).
La mise en forme du texte ne suit pas les recommandations de Wikipédia : il faut le « wikifier ».
Les points d'amélioration suivants sont les cas les plus fréquents :
- Les titres sont pré-formatés par le logiciel. Ils ne sont ni en capitales, ni en gras.
- Le texte ne doit pas être écrit en capitales (les noms de famille non plus), ni en gras, ni en italique, ni en « petit »…
- Le gras n'est utilisé que pour surligner le titre de l'article dans l'introduction, une seule fois.
- L'italique est rarement utilisé : mots en langue étrangère, titres d'œuvres, noms de bateaux, etc.
- Les citations ne sont pas en italique mais en corps de texte normal. Elles sont entourées par des guillemets français : « et ».
- Les listes à puces sont à éviter, des paragraphes rédigés étant largement préférés. Les tableaux sont à réserver à la présentation de données structurées (résultats, etc.).
- Les appels de note de bas de page (petits chiffres en exposant, introduits par l'outil «  Source ») sont à placer entre la fin de phrase et le point final[comme ça].
- Les liens internes (vers d'autres articles de Wikipédia) sont à choisir avec parcimonie. Créez des liens vers des articles approfondissant le sujet. Les termes génériques sans rapport avec le sujet sont à éviter, ainsi que les répétitions de liens vers un même terme.
- Les liens externes sont à placer uniquement dans une section « Liens externes », à la fin de l'article. Ces liens sont à choisir avec parcimonie suivant les règles définies. Si un lien sert de source à l'article, son insertion dans le texte est à faire par les notes de bas de page.
- La présentation des références doit suivre les conventions bibliographiques. Il est recommandé d'utiliser les modèles {{Ouvrage}}, {{Chapitre}}, {{Article}}, {{Lien web}} et/ou {{Bibliographie}}. Le mode d'édition visuel peut mettre en forme automatiquement les références.
- Insérer une infobox (cadre d'informations à droite) n'est pas obligatoire pour parachever la mise en page.

Pour une aide détaillée, merci de consulter Aide:Wikification.
Si vous pensez que ces points ont été résolus, vous pouvez retirer ce bandeau et améliorer la mise en forme d'un autre article.
Christopher Brent Wood, dit Brent Faiyaz, né le 19 septembre 1995 à Columbia, est un chanteur de RnB et producteur américain. Il s'est fait connaître après avoir participé au single Crew de GoldLink aux côtés de Shy Glizzy en 2016, qui a été certifié 6x platine par la RIAA, et lui a valu une nomination au Grammy Award de la meilleure collaboration/chanson rap.
En 2021, ses singles Wasting Time avec Drake et The Neptunes, Gravity avec DJ Dahi et Tyler, the Creator, et Mercedes, lui ont tous permis d'entrer dans le Billboard Hot 100. Le deuxième album de Brent Faiyaz, Wasteland, a débuté à la deuxième place du Billboard 200.

## Biographie

### Jeunesse
Brent Faiyaz, né Christopher Brent Wood, est né et a grandi à Columbia, dans le Maryland. Ses parents n'ont pas toujours compris ses rêves de musicien, ce qui, selon lui, était justifié par le fait que son amour pour la musique l'a « toujours distrait ».

### Débuts de carrière (2013—2016)
Brent Faiyaz a commencé à télécharger sa musique expérimentale sur SoundCloud en 2014. Pendant cette période, il a déménagé de sa ville natale, Columbia, Maryland, à Charlotte, en Caroline du Nord, avant de s'installer à Los Angeles, Californie, pour poursuivre sa carrière musicale.
Le 19 janvier 2015, il publie son premier single, Allure. Le 1er juin 2016, Faiyaz sort Invite Me, le premier single de son premier EP. Le 19 septembre 2016, jour de son 21e anniversaire, l'EP intitulé A.M. Paradox est publié et reçoit des critiques positives,,. En octobre 2016, Brent Faiyaz forme un groupe nommé Sonder avec les producteurs de disques Dpat et Atu, qui sortent leur premier single, Too Fast, le 25 octobre. Le 16 décembre 2016, Faiyaz apparaît aux côtés du rappeur Shy Glizzy sur le single Crew du rappeur GoldLink.

### DeIntoàWasteland(depuis 2017)
Le 26 janvier 2017, le groupe Sonder sort son premier EP Into, pour lequel Duplion les nomme « Artiste du mois » pour janvier 2017. L'EP est également classé 23e par le magazine Complex dans sa liste des « Meilleurs albums de 2017 (jusqu'à présent) » le 6 juin 2017. Le 21 juin 2017, Faiyaz participe au remix de Crew de GoldLink, qui comprenait également Shy Glizzy et le rappeur Gucci Mane. Le 8 mars 2019, Brent Faiyaz a participé à la chanson Demonz (Interlude) du deuxième album studio de Juice Wrld, Death Race for Love.
Brent Faiyaz a sorti son quatrième EP, Fuck the World, le 7 février 2020, qui se classe au 20e rang du Billboard 200 américain. Le 18 septembre 2020, un jour avant son anniversaire, il sort le single Dead Man Walking. Il revient avec un nouveau single, Gravity, le 29 janvier 2021. Produite par DJ Dahi, la chanson met en vedette Tyler, the Creator, qui fournit un couplet « spatial », tandis que Brent Faiyaz chante « l'amour incertain et rappe d'une voix distillée en louant la loyauté de sa compagne. »
Le 8 février 2021, il a publié une nouvelle chanson intitulée Circles, accompagnée d'une vidéo. Il travaille actuellement sur un nouvel album, intitulé Make It Out Alive, qui en est au début du processus d'enregistrement. Le 1er juillet 2021, Faiyaz sort un nouveau single, Wasting Time en featuring avec Drake. À la suite de cela, il apparaît sur des titres de The Melodic Blue de Baby Keem (Lost Souls) et de If Orange Was a Place de Tems (Found). Le 3 décembre 2021, Faiyaz sort le single Mercedes, après avoir annoncé un projet intitulé Wasteland sur Instagram.
En 2023, il sort un nouvel album nommé "Larger than Life" après l’avoir annoncé sur Instagram.

## Style musical et influences
Faiyaz a fait référence à Lauryn Hill comme étant sa plus grande inspiration. Lors d'un entretien avec Fact, Faiyaz a déclaré : « C'est Lauryn Hill qui m'a incité à commencer à chanter très tôt. »
Il a également cité des artistes tels que Currensy, Lil Wayne, Curtis Mayfield et Gil Scott-Heron parmi ses inspirations.